# Baleix
Baleix ist eine französische Gemeinde mit 131 Einwohnern (Stand 1. Januar 2022) im Département Pyrénées-Atlantiques in der Region Nouvelle-Aquitaine (vor 2016: Aquitanien). Die Gemeinde gehört zum Arrondissement Pau und zum Kanton Pays de Morlaàs et du Montanérès (bis 2015: Kanton Montaner).
Die Einwohner werden Baleichois oder Baleichoises genannt.
Der Name in der gascognischen Sprache lautet Baleish.

## Geographie
Baleix liegt ca. 25 km nordöstlich von Pau am östlichen Rand des Départements im Béarn.
Umgeben wird der Ort von den Nachbargemeinden:
| Abère     | Anoye                                       |      |
|           | Kompassrose, die auf Nachbargemeinden zeigt | Momy |
| Lespourcy | Sedze-Maubecq                               |      |

Baleix liegt im Einzugsgebiet des Flusses Adour. Einer seiner Zuflüsse, der hier im Oberlauf Grand Lées genannt wird, durchquert das Gemeindegebiet, ebenso wie einer seiner Zuflüsse, der Petit Lées. Der Ruisseau de Pédebosc, ein Zufluss des „kleinen“ Lées, fließt ebenfalls durch den Ort.

## Geschichte
Baleix wurde bereits im 11. Jahrhundert als Bales im Kopialbuch von Lescar erwähnt, im 12. Jahrhundert als Balas in Pierre de Marcas Buch Histoire de Béarn, im 13. Jahrhundert als Balestoos in den fors de Béarn, einer Sammlung von amtlichen Texten der Vizegrafschaft von Béarn. In der Volkszählung im Jahre 1385 wurden in Baleixs 22 Haushalte gezählt und vermerkt, dass die Siedlung in der Bailliage von Pau liegt. Weitere Formen des Ortsnamens in den Schriften waren in der Folge:  Balesie (Volkszählung, 1402), Baleyxs und Balechs (1538), Balex (Reformation von Béarn, 1548). Auf der Karte von Cassini 1750 ist die Gemeinde als Baleix eingetragen.
Spuren zweier befestigter Lager, genannt Castet Mayou und Turocq de Naudy, belegen eine frühe Besiedelung. 1096 erwähnen die Texte den Lehnsherrn Ramon Esius de Ballier, der gleichzeitig ein Laienkloster besaß. Während des ganzen Mittelalters war das Dorf von der mächtigen Komturei des Johanniterordens von Caubin und von Morlaàs lehnsabhängig. 1382 wurde das Dorf von den Truppen  Jeans II., Graf von Armagnac, in Brand gesteckt. Wie beim Ergebnis der Volkszählung drei Jahre später abzulesen, ist die Ortschaft schnell wieder aufgebaut worden.

### Einwohnerentwicklung
Nach dem Höhepunkt von 451 Einwohnern in der Mitte des 19. Jahrhunderts ist die Zahl bis zum Ende des 20. Jahrhunderts bis auf ungefähr ein Viertel des Maximums gesunken. Seitdem steigt die Bevölkerungsgröße wieder an.
| Jahr      | 1962 | 1968 | 1975 | 1982 | 1990 | 1999 | 2006 | 2009 | 2022 |
| --------- | ---- | ---- | ---- | ---- | ---- | ---- | ---- | ---- | ---- |
| Einwohner | 152  | 141  | 150  | 126  | 122  | 120  | 126  | 131  | 131  |

## Sehenswürdigkeiten

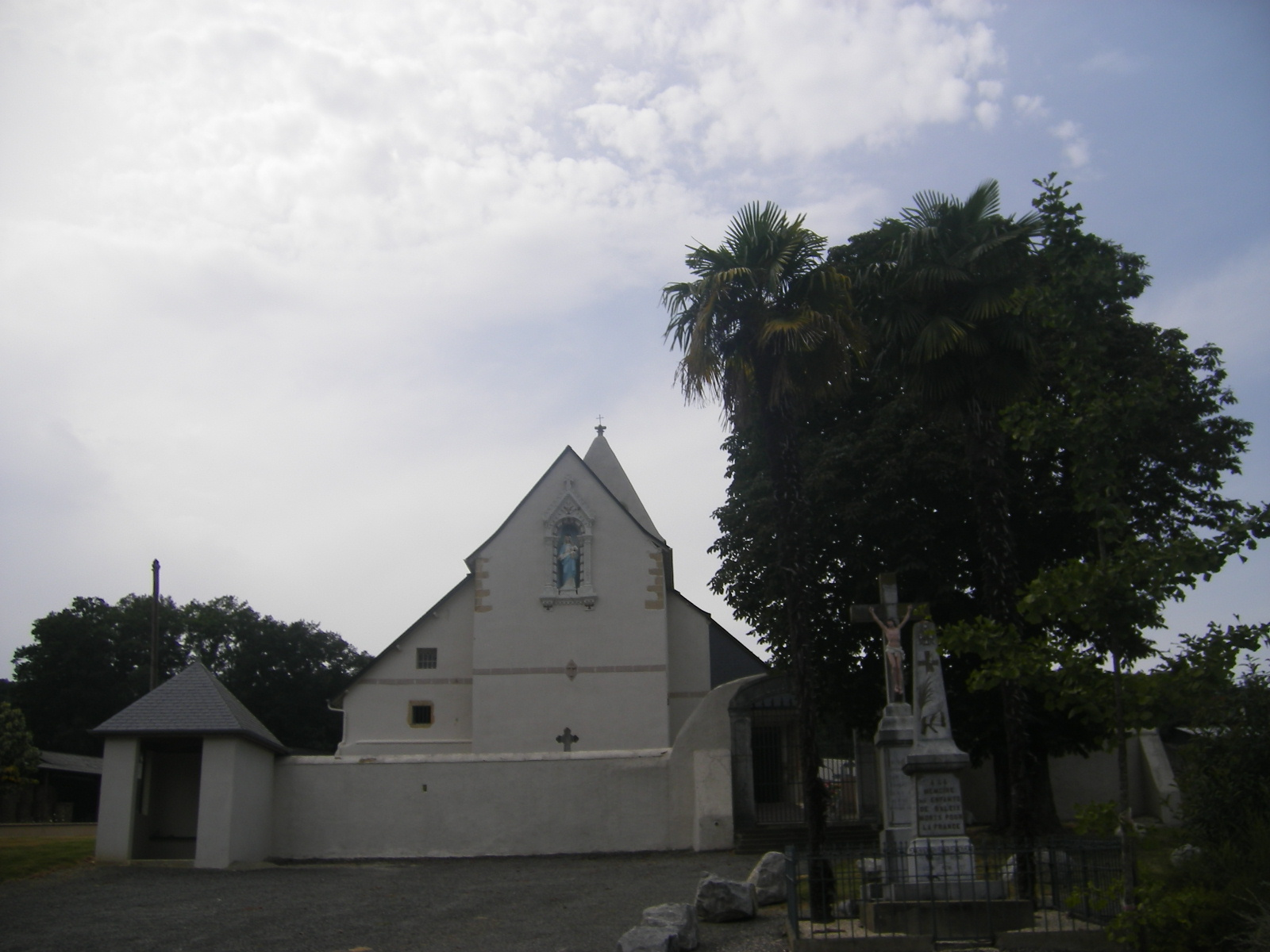
Pfarrkirche Saint-Martin von Baleix

- Pfarrkirche, gewidmet Martin von Tours. Die Kirche besteht aus einem Kirchenschiff und besitzt einen Glockengiebel an ihrer Westfassade, ein typisches Merkmal bei Kirchen im Südwesten Frankreichs. Die Mehrzahl der Gegenstände im Innern stammen aus dem 17. und 18. Jahrhundert und sind als nationale Kulturgüter registriert. Die ursprünglich an dieser Stelle stehende romanische Kirche ist 1382 wie der Rest des Dorfes zerstört worden. Unter Verwendung von Bauteilen ist das Gotteshaus im 16. Jahrhundert neugebaut worden. Im 18. und 19. Jahrhundert erfuhr das Gebäude mehrere Umbauten, wie z. B. der Bau des Eingangsportals im Jahr 1762.[9]

## Wirtschaft und Infrastruktur
Der Schwerpunkt der Wirtschaft liegt auf der Landwirtschaft.

### Verkehr
Baleix ist angeschlossen an die Route départementales 7, 145, 207 und 604.